# كاظم عبد الحميد المهيدي
كاظم عبد الحميد المهيدي هو اقتصادي عراقي. شغل منصب المدير العام لغرفة تجارة بغداد، ثم منصب وزير الاقتصاد ثلاث مرات بين عامي 1965 و 1967.
كما شغل منصب الأمين العام لاتحاد غرف التجارة والصناعة والزراعة دول الخليج العربية.